# ギャロップ (アルバム)
『ギャロップ』は、pe'zmokuのミニアルバム。2008年7月9日、デフスターレコーズより発売。

## 解説
- pe'zmoku名義としては初の音源。PE'Zにとってはレーベル移籍第一弾。
- 収録曲中2曲にタイアップが付いた（後述）。
- 初回限定：pe'zmoku変身シート付BLEACHシート封入

## 収録曲
1. ギャロップ (4:51)
（作詞：suzumoku　作曲：Ohyama"B.M.W."Wataru）
テレビ東京系アニメ「BLEACH」エンディングテーマ（2008年7月16日 - 2008年10月7日放送分）
FM NORTH WAVE 7月度FM NORTH WAVE 15th ANNIVERSARY SONG
MUSIC ON! TV 7月度M-ON!Recommend他全国21局パワープレイ。2009年7月1日に発売された1stフルアルバム「ペズモク大作戦」にも収録されている。
2. 流星群 (5:27)
（作詞:suzumoku　作曲:Ohyama"B.M.W."Wataru）
マツモトキヨシCMソング。CMには本人たちも出演。2009年7月1日に発売された1stフルアルバム「ペズモク大作戦」にも収録されている。
3. 密室 (3:55)
（作詞:suzumoku　作曲:Ohyama"B.M.W."Wataru）
4. Nica's Dream (7:18)
（作曲:Horace Silver）
ホレス・シルヴァーの楽曲のカバー。iTunes Storeにて先行配信された。
5. 盲者の旅路(Re-constructed by pe'zmoku) (5:08)
（作詞・作曲:suzumoku）
suzumokuがソロで発表した楽曲をセルフカバー。

全編曲：pe'zmoku